# Avant (cantante)
Myron Avant, noto come Avant (Cleveland, 26 aprile 1978), è un cantante statunitense.
Nel corso della sua carriera ha, tra l'altro, collaborato con Pussycat Dolls (in Stickwitu), Ying Yang Twins (in Bedroom Boom), Lloyd Banks e Nicole Scherzinger.

## Discografia
Album
- 2000 - My Thoughts
- 2002 - Ecstasy
- 2003 - Private Room
- 2006 - Director
- 2008 - Avant
- 2010 - The Letter
- 2013 - Face the Music
- 2015 - The VIII